# Park Chul-woo
Park Chul-woo (ur. 29 września 1965) – były południowokoreański piłkarz występujący na pozycji bramkarza.

## Kariera klubowa
Park karierę rozpoczynał w drużynie z Honam University. W 1985 roku trafił do klubu POSCO Atoms. W 1985 i w 1987 wywalczył z klubem wicemistrzostwo Korei Południowej, a w 1986 oraz w 1988 roku zdobył z nim mistrzostwo Korei Południowej. W POSCO Atoms spędził 7 sezonów.
W 1992 roku odszedł do LG Cheetahs. W 1993 roku został z nim wicemistrzem Korei Południowej. Przez trzy sezony w barwach LG Cheetahs rozegrał 54 spotkania. W 1995 roku przeniósł się do Chunnam Dragons. Po roku został graczem drużyny Suwon Samsung Bluewings. W 1996 roku Park wywalczył z nim wicemistrzostwo Korei Południowej, a także zagrał w finale Pucharu Korei Południowej (porażka po rzutach karnych z Pohang Atoms). W 1998 roku wrócił do Chunnam Dragons. W 2000 roku zakończył karierę.

## Kariera reprezentacyjna
W reprezentacji Korei Południowej Park zadebiutował w 1994 roku. W tym samym roku został powołany do kadry na Mistrzostwa Świata. Nie zagrał jednak na nich ani razu. Z tamtego turnieju Korea Południowa odpadła po fazie grupowej. W drużynie narodowej Park rozegrał w sumie 2 spotkania, oba w 1994 roku.